# GP La Marseillaise 2009
De GP La Marseillaise 2009 werd verreden op 1 februari in Frankrijk en maakte deel uit van de UCI Europe Tour 2009. De wedstrijd ging over 137 kilometer en werd gewonnen door thuisrijder Rémi Pauriol.

## Uitslag
| Plaats  | Naam               | Ploeg                        | tijd     |
| ------- | ------------------ | ---------------------------- | -------- |
| Winnaar | Rémi Pauriol       | Cofidis                      | 3u29'12" |
| 2       | Thomas Voeckler    | Bbox-Bouygues Telecom        | +27"     |
| 3       | Joeri Trofimov     | Bbox-Bouygues Telecom        | z.t.     |
| 4       | Jean-Eudes Demaret | Cofidis                      | +1'07"   |
| 5       | Johnny Hoogerland  | Vacansoleil                  | z.t      |
| 6       | Ben Hermans        | Topsport Vlaanderen-Mercator | z.t.     |
| 7       | Maxime Bouet       | Agritubel                    | z.t.     |
| 8       | Jonathan Hivert    | Skil-Shimano                 | z.t.     |
| 9       | Johan Mombaerts    | Auber 93                     | z.t.     |
| 10      | Matthieu Ladagnous | Française des Jeux           | +1'48"   |

1980 · 1981 · 1982 · 1983 · 1984 · 1985 · 1986 · 1987 · 1988 · 1989 · 1990 · 1991 · 1992 · 1993 · 1994 · 1995 · 1996 · 1997 · 1998 · 1999 · 2000 · 2001 · 2002 · 2003 · 2004 · 2005 · 2006 · 2007 · 2008 · 2009 · 2010 · 2011 · 2012 · 2013 · 2014 · 2015 · 2016 · 2017 · 2018 · 2019 · 2020 · 2021 · 2022 · 2023 · 2024 · 2025